# Christof Siemes
Christof Siemes (* 11. August 1964 in Mönchengladbach) ist ein deutscher Journalist.

## Leben und Karriere
Siemes besuchte das Stiftische Humanistische Gymnasium Mönchengladbach. Er studierte Germanistik, Philosophie und Kunstgeschichte in Bonn und Freiburg im Breisgau. Dort  wurde er mit einer Arbeit über Peter Huchel promoviert. Erste journalistische Erfahrungen beim Presseamt der Stadt Mönchengladbach und der Zeitung BILD folgten. Anschließend 1991 bis 1993 besuchte er die Henri-Nannen-Schule, – die Journalistenschule des Verlags Gruner + Jahr in Hamburg. Seit Dezember 1993 ist er Redakteur bei der Wochenzeitung Die Zeit in Hamburg. Von 1996 bis 1999 war Siemes Chefredakteur des ZEITmagazins. Seit 2018 ist er Textchef der Zeit.
2003 Veröffentlichung des ersten (und bislang einzigen) Romans Das Wunder von Bern, das Buch zum gleichnamigen Film von Sönke Wortmann.

## Werke
- Das Testament gestürzter Tannen: Das lyrische Werk Peter Huchels, Freiburg 1996.
- Das Wunder von Bern. Roman nach einem Drehbuch von Sönke Wortmann und Rochus Hahn. KiWi-Taschenbuch 2014. ISBN 978-3-462-04789-9.
- mit Jens Lehmann: Der Wahnsinn liegt auf dem Platz. Kiepenheuer&Witsch 2010. ISBN 978-3-462-04110-1.

## Mitgliedschaften
Christof Siemes ist berufenes Mitglied der Deutschen Akademie für Fußball-Kultur.